# Obour City
Obour City (arabiska: مدينة العبور, Medinat El Obour), är en ny förstad till Kairo, Egypten. Området ligger cirka 25 kilometer nordost om centrala Kairo i guvernementet Al-Qalyubiyya utefter vägen till Ismailia. Området är planerat för cirka 250 000 innevånare och är en av 16 nya städer runt Kairo tillsammans med bland andra Nya Kairo och Madinat Sittah Uktobar (6 oktober-staden).
Det är ett industriområde med ett flertal fabriker och industrier. 